# Electronic (альбом)
Electronic — дебютный альбом британской супергруппы Electronic, созданной Бернардом Самнером (New Order) и Джонни Марром (экс-The Smiths), вышедший в 1991 году. Диск пользовался коммерческим успехом; в британском хит-параде он занял 2-е место. В целом, мире было продано более миллиона экземпляров.

## Об альбоме
После выхода альбома, его единодушно похвалили в музыкальной прессе. Корреспондент Melody Maker, Пол Лестер написал: «Каждая песня переполнена сложными деталями и заслуживает того, чтобы о ней был написан трактат. В основном, мы говорим Европоп, мой самый любимый жанр на все времена. Общее впечатление — это циркулирующее великолепие». Из всего этого он делает вывод, что Electronic — это «один из самых лучших альбомов, когда-либо записанных». Альбом получил максимальные пять звезд от журнала Q в лице Фила Сатклиффа. В конце 1991 NME и Melody Maker поместили этот альбом на 13-е и 15-е места соответственно в своих хит-парадах главных альбомов года.
Electronic был также отмечен и в Соединённых Штатах. В журнале Spin Тэд Фридман наградил его таким эпитетом, как «внушительный», а еженедельное издание Entertainment назвало альбом «весьма мелодичным».

## Список композиций
1. «Idiot Country» (5:02)
2. «Reality» (5:39)
3. «Tighten Up» (4:38)
4. «The Patience of a Saint» (4:11)
5. «Getting Away with It» (5:14)*
6. «Gangster» (5:24)
7. «Soviet» (2:00)
8. «Get the Message» (5:20)
9. «Try All You Want» (5:37)
10. «Some Distant Memory» (4:09)
11. «Feel Every Beat» (5:08)

- В оригинальном британском издании 1991 года отсутствовала.

## Участники записи
В записи альбома принимали участие:
- Нил Теннант — вокал — «The Patience of a Saint» и «Getting Away with It»
- Крис Лоу — клавишные/синтезаторы — «The Patience of a Saint»
- Дональд Джонсон — ударные и перкуссия — «Tighten up» и «Feel Every Beat»
- Дэвид Палмер — ударные — «Feel Every Beat» и «Getting Away with It»
- Дениз Джонсон — вокал «Get the Message»
- Хелен Пауэлл  — гобой — «Some Distant Memory»
- Андрю Робинсон

## Альбомные синглы
- «Getting Away with It» (4 декабря 1989)
- «Get the Message» (15 апреля 1991)
- «Feel Every Beat» (9 сентября 1991)